# Алекс Мерлім
Алекс Родріго да Сілва Мерлім (нар. 15 липня 1986, Дорадус) — бразильський футзаліст, натуралізований італійський гравець, чемпіон Європи у складі національної збірної Італії 2014 року.

## Кар'єра
Мерлім грав у всіх молодіжних збірних Бразилії, де його прозвали Бабалу. Його привезла до Італії команда Августа, яка спочатку також використовувала його як частину своєї молодіжної команди, з якою вона виграла скудетто. У червні 2011 року він перебрався в «Лупаренсе», за який виступав протягом чотирьох сезонів, вигравши два чемпіонати, стільки ж Суперкубків Італії та Кубок Італії. У складі збірної Італії з футзалу він брав участь у чемпіонаті світу 2012 року, який Італія завершила на третьому місці, а через два роки — у переможному чемпіонаті Європи. 20 грудня 2021 року під час товариського матчу, який його збірна програла Ірану з рахунком 4:6, він провів свій 100-й матч за національну збірну, отримавши пам’ятну футболку від Луки Бергаміні, президента Дивізіону футзалу. 17 січня 2022 року він був включений до заявки збірної Італії на Чемпіонат Європи 2022.

## Досягнення

### Клубні внутрішні
- Чемпіонат Португалії: 2015-2016, 2016-2017, 2017-2018, 2020-2021, 2021-2022
- Чемпіонат Італії: 2011-2012, 2013-2014
- Кубок Португалії: 2015-2016, 2017-2018, 2018-2019, 2019-2020, 2021-2022
- Кубок Італії: 2012-2013
- Кубок Ліги (Португалія): 2015-2016, 2016-2017, 2020-2021, 2021-2022
- Суперкубок Португалії: 2017, 2018, 2019, 2022
- Суперкубок Італії: 2012, 2013

### Клубні міжнародні
- Ліга чемпіонів УЄФА: 2018-2019, 2020-2021

### Міжнародні
- Чемпіонат Європи з футзалу: 2014

### Особисті
- Синя Куля: 2015